# Ichneumon scopulator
Ichneumon scopulator är en stekelart som beskrevs av Berthoumieu 1892. Ichneumon scopulator ingår i släktet Ichneumon och familjen brokparasitsteklar. Inga underarter finns listade i Catalogue of Life.